# 韦丛芜
韦丛芜（1905年3月16日—1978年12月19日），原名崇武，号立人、若愚，笔名东滢、蓼南、白菜、力行等，安徽霍邱叶集人，中国诗人、翻译家、政治人物，曾于20世纪30年代在其家乡开展“全国合作化”的实验并从事乡村建设活动。韦丛芜是作家韦素园的胞弟。

## 生平
1905年3月16日出生于一个商人家庭，1912年入霍邱县立小学读书。1918年考入湖南公立法政专门学校。1920年，进入阜阳安徽第三师范学校学习。1922年，在安庆与李霁野合办《评议报》的《微光周刊》和《皖报》的《微光副刊》，宣传新文化。是年秋天考入湖南岳阳湖滨大学附中二年级。1923年6月去北京，与三兄韦素园同住在北京大学第一院大楼对面的沙滩五号公寓内，并进北京崇实中学高中二年级读书。

### 投身文学
1924年开始翻译俄国陀思妥耶夫斯基的《穷人》。1925年结识鲁迅，并经常去北京大学旁听鲁迅讲授的中国小说史。同年秋天，考入燕京大学，并与曹靖华、韦素园、台静农、李霁野等在鲁迅的倡导下，创办了著名的“未名社”，同时主编《燕大月刊》，创办《莽原》半月刊，从事办刊、创作、翻译及未名社的经营等工作。1929年大学毕业，次年底去上海从事翻译工作。短短的几年时间里，他翻译出版了陀思妥耶夫斯基的《穷人》《罪与罚》，蒲宁的《新的梦》《回忆陀思妥耶夫斯基》，法国贝洛的童话集《睡美人》，英国葛斯的《近代英国文学史》等作品，还发表、出版了创作的小说《校长》、新诗集《君山》《冰块》及一些散文。1931年9月应天津女子师范学院之聘，来到天津担任该院英文系教授，讲授英国文学史、英国戏剧和翻译等课程。

### 怀梦从政
三十年代初，韦丛芜产生了“全国合作化”的构想。其在1933年1月第30卷第1号的《东方杂志》中“梦想的中国”专栏中说到：
|          | 我梦想着未来的中国是一个合作社股份有限公司，凡成年人都是社员，都是股东，军事、政治、经济、教育，均附属于其下，形成一个经济单位，向着世界合作社股份有限公司的目标走去。 |
| ——韦丛芜 | |

后韦丛芜又将自己的构想整理成《合作同盟》一书。鲁迅在收到《合作同盟》后，在予台静农的信中表达了韦丛芜狂热政治追求的不满与担忧：
|                         | 立人先生大作，曾以册见惠，读之既哀其梦梦，又觉其凄凄。昔之诗人，本为梦者，今谈世事，遂如狂酲；诗人原宜热中，然神驰宦海，则溺矣。立人已无可救。 |
| ——鲁迅（1933年6月28日） | |

1933年9月韦丛芜回到故乡霍邱县城。为了从思想上做好准备，韦丛芜兴办了“复兴农村工作训练班”。他亲自讲课，给100多名受训的本土青年学子灌输他的“合作社”理论。陈立夫为韦丛芜竭诫报国的精神所打动，授意安徽省政府主席刘镇华，任命韦丛芜为霍邱县县长。
1936年，省政府决定，同意开发城西湖垦区，由省财政厅向银行贷款8万元，交建设厅浚河筑堤；同时由事业扩充费中拨款20万元，在城西湖划出湖地10万亩，作为安徽大学农学院的基地。韦丛芜利用这两项投资，发动民众，在西湖北岸浪河赴上建成两座水闸，分别命名为“万民闸”和“万户闸”，通过两闸将水放入淮河，又收走当地乡绅的部分湖田，最后围出湖田20万亩作为“合作社”试验的基地。韦把这些湖田一分为三，分别作为“社会主义”、“半社会主义”、“国家资本主义”的试验农场，进行围湖垦殖的试验，取得了一定的成效。但其收回湖田的政策触动了当地权贵的利益，省政府迫于官绅压力，以“渎职罪”撤去其县长职位，其“合作社”计划被迫搁浅。抗战期间，为生计所迫，不得不经商养家糊口，一度放弃了文学创作与翻译。

### 重拾旧业
抗战胜利后，韦丛芜重回文学界，又开始进行翻译与创作。1946年－1949年间，翻译出版了陀思妥耶夫斯基的《西伯利亚的囚犯》《死人之家》《女房东》等小说。1950年，加入上海市翻译工作者协会，任文艺组组长。1952年在上海新文艺出版社担任英文编辑。
1957年翻译出版苏联短篇小说集《友好的微笑》，1958年翻译出版美国作家德莱塞的长篇小说《巨人》。他50年代先后翻译外国文学作品20余部。

### 晚年
1958年9月，韦丛芜突然被上海市公安机关拘捕，未经正式审讯，被关押了近一年半的时间；1960年1月13日，上海市法院以“历史反革命罪”判处韦丛芜3年有期徒刑，缓刑2年。1960年4月在监外执行期间，一家被政府强令迁居杭州。1978年12月，在杭州丝绸学院教英语课；同年12月19日，因心脏病去世。1981年，上海中级人民法院对韦丛芜历史问题的决定给予平反。

## 著作
主要作品有诗集《君山》、《冰块》等，译有陀思妥耶夫斯基的长篇小说《穷人》、《罪与罚》、《卡拉玛卓夫兄弟》、美国杰克·伦敦的《生命》等。1985年安徽文艺出版社出版有《韦丛芜选集》。